# Ken Hubbs
Kenneth Douglass Hubbs (Riverside, California, 23 de diciembre de 1941-Provo, Utah, 13 de febrero de 1964), más conocido como Ken Hubbs, fue un jugador profesional estadounidense de béisbol que se desempeñó en la posición de segunda base en las Grandes Ligas de Béisbol (MLB). Logró obtener un Guante de Oro.

## Carrera
Hubbs jugó como profesional tres temporadas en Chicago Cubs (1961-1963). En 1964, sufrió un accidente aéreo que acabó con su vida.

## Premios
Fue galardonado con el Guante de Oro en una oportunidad (1962).